# Ophelia-incidens

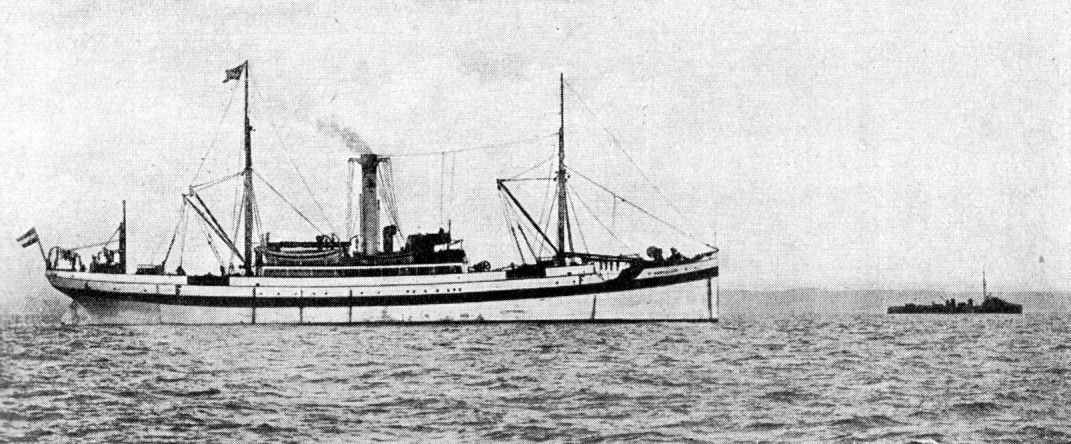
Az Ophelia kórházhajói festéssel és árbóccsúcsán vöröskeresztes zászlóval

Az Ophelia-incidens egy első világháborús incidens volt az Északi-tengeren, melyet 1914. októberében a német Ophelia kórházhajó nyílt vizeken való britek általi elfogása, majd későbbi elkobzása váltott ki.
A kórházhajót az 1914. október 17-ei texeli ütközet esetleges hajótörött túlélőinek felkutatása céljából indították útnak Helgoland szigetéről. A kijelölt kutatási terület közelében brit rombolók feltartóztatták, és azzal a gyanúval, hogy rádión kapott felsőbb utasításra hajt végre felderítő műveleteket, Angliába kísérték, ahol 1915 májusában egy zsákmánybíróság úgy találta, hogy a járművet Németország nem regisztráltatta be hivatalosan kórházhajóként, ezen túl pedig a felszereltsége és a manőverei nem feleltek meg a kórházhajóktól elvárhatónak, ezért elkobozta, a legénységét pedig hadifogságba vetette.
A brit eljárás Berlin heves tiltakozását váltotta ki. A német verzió szerint az Ophelia kórházhajóként való regisztrálását már korábban kérték az Egyesült Államok közvetítésével, amire azonban az amerikaiak mulasztása miatt nem került sor, maga a hajó pedig mindenben megfelelt a nemzetközi egyezményekben a kórházhajókkal szemben támasztott követelményeknek. Az Ophelia elkobzását a németek úgy értelmezték, hogy Nagy-Britannia nem kívánja tiszteletben tartani a nemzetközi törvényeket, így pedig nyitva áll az a lehetőség a haditengerészetük előtt, hogy a kórházhajókként jelölt brit hajókat az se a szabályok szerint kezelje. Miután 1916-ban biztos információkat szereztek arról, hogy a britek csapat- és fegyverszállításra is használják rendszeresen a kórházhajóikat, ezeket a tengeralattjáróik számára jogosan támadható célpontokká tették meg.

## Előzmények

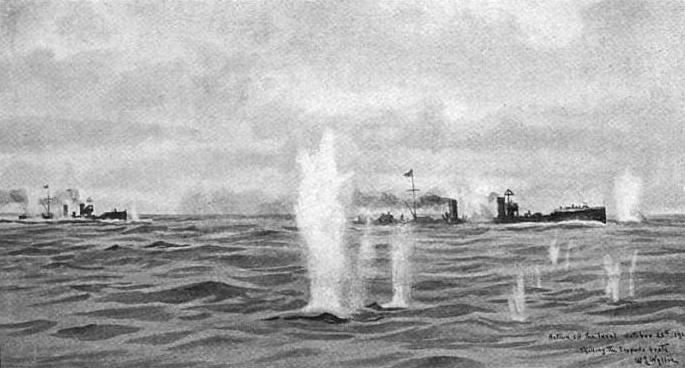
Német torpedónaszádok ellenséges tűzben a texeli ütközet során
(William Wyllie alkotása)

1914. október 17-én a német 7. romboló-félflottilla négy rombolója Georg Thiele korvettkapitány vezetésével aknatelepítés céljából futott ki Emdenből és tartott a Temze torkolata felé az Északi-tengeren, mikor Texel szigetétől nyugatra összetalálkoztak egy rutinszerű őrjáratot végző brit kötelékkel, mely egy könnyűcirkálóból és négy rombolóból állt. A régebbi építésű, lassabb és gyengébb fegyverzetű német rombolók megpróbáltak kitérni az ellenség elől, de az hamar beérte a német hajókat és a kibontakozó összecsapásban sorban elsüllyesztette a német hajókat.
A német flottaparancsnok, Friedrich von Ingenohl tengernagy még az ütközet napján, október 17-én 18:20-kor elrendelte egy kórházhajó Helgolandról való kiküldését a hollandiai Haaks világítóhajó előtti vizekre, hogy az esetleg még vízben lévő hajótörött túlélőket felkutassa és kimentse. Helgolandnál ekkor két kórházhajó, az Ophelia és a Viola horgonyzott, közülük az Ophelia 19:50-kor futott ki.
Időközben a brit hírszerzés olyan – valójában téves – értesüléseket szerzett, miszerint a belga partok mentén zajló harcokba a német flotta könnyű- és páncélos cirkálókkal végrehajtott hadművelettel akar beavatkozni, mely veszélyre a Csatorna Flotta parancsnokát, Horace Hood tengernagyot figyelmeztették. Hood tengernagy egy csatahajókat is tartalmazó köteléket állított össze, amivel a másnapra várt német hadművelet ellen fel szándékozott lépni.

## A kórházhajója elfogása

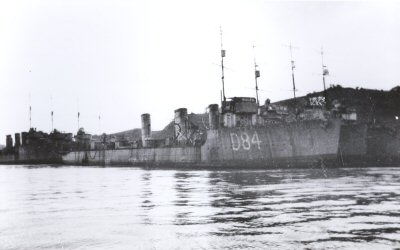
A brit Meteor romboló a háború után a szolgálatból kivonva

Az Ophelia másnap, október 18-án délelőtt jelentette, hogy 12:30-kor (KEI) fog a Haaks világítóhajóhoz érkezni és várja a további utasításokat. Miután nem sikerült a szárazföldnek közvetlen kapcsolatba lépnie vele, röviddel 13:00 után nyílt rádióüzenetben közölték vele a norddeichi rádióadón keresztül, hogy az É 52° 51 és K 3° 45 koordinátákon folytassa a keresést.
Ezen a napon a délkelet-angliai Harwichban állomásozó könnyű erők parancsnoka, Reginald Tyrwhitt sorhajókapitány az Arethusa könnyűcirkálóval és a Laferoy, Lawford, Miranda és Meteor rombolókkal a Széles Tizennégyeseknél hajózott a hírszerzési információk alapján kapott koordinátákon. A Lawford 13:00-kor (GMT) fogta egy német hajó kódolt üzenetét, melyet nem a hadihajók, hanem a kereskedelmi hajók kódjaival adtak le. (Ez volt az, amiben az Ophelia kért további utasításokat a segédhajók parancsnokától jelezve, hogy megérkezett a Haaks világítóhajóhoz, de az időpont nem egyezik a németek által megadottal.) Egy órával később a kérdéses hajó délnyugatnak tartva került a látókörébe az őrjáratozó briteknek az É 53°, K 3° 50’ koordinátán.
Az észlelt jármű ellenőrzésére a Meteort küldték ki, melyről látták, hogy a hajó kapitánya iratokat hajít a tengerbe. A romboló az ellenőrzéshez átküldött rá egy osztagot, mely megállapította, hogy a kórházhajóvá átalakított német Ophelia a kérdéses hajó, mely rádiókészülékkel van felszerelve és Helgolandról azt a titkos üzenetet kapta, hogy hajózzon az É 52° 51’, K 3° 55’ K koordinátára. Ezek a kódok nem katonai kódok voltak, hanem a kereskedelmi hajók által az egymás közötti kommunikációhoz használtak. Az Opheliával közölt helyszín megegyezett azzal, ahol az admiralitás üzenete szerint az ellenséges hadihajók felbukkanása várható volt. Ezek a körülmények gyanúsnak tűntek Tyrwhittnek, ezért leszereltette az Ophelia rádióját és a hajót Lowestoftba küldte.
Egy este 22:00-kor elküldött rejtjeles üzenetben a kórházhajót arról tájékoztatták, hogy október 20-án estére vissza kell térnie, de erre már nem válaszolt.

## A lefoglalás után

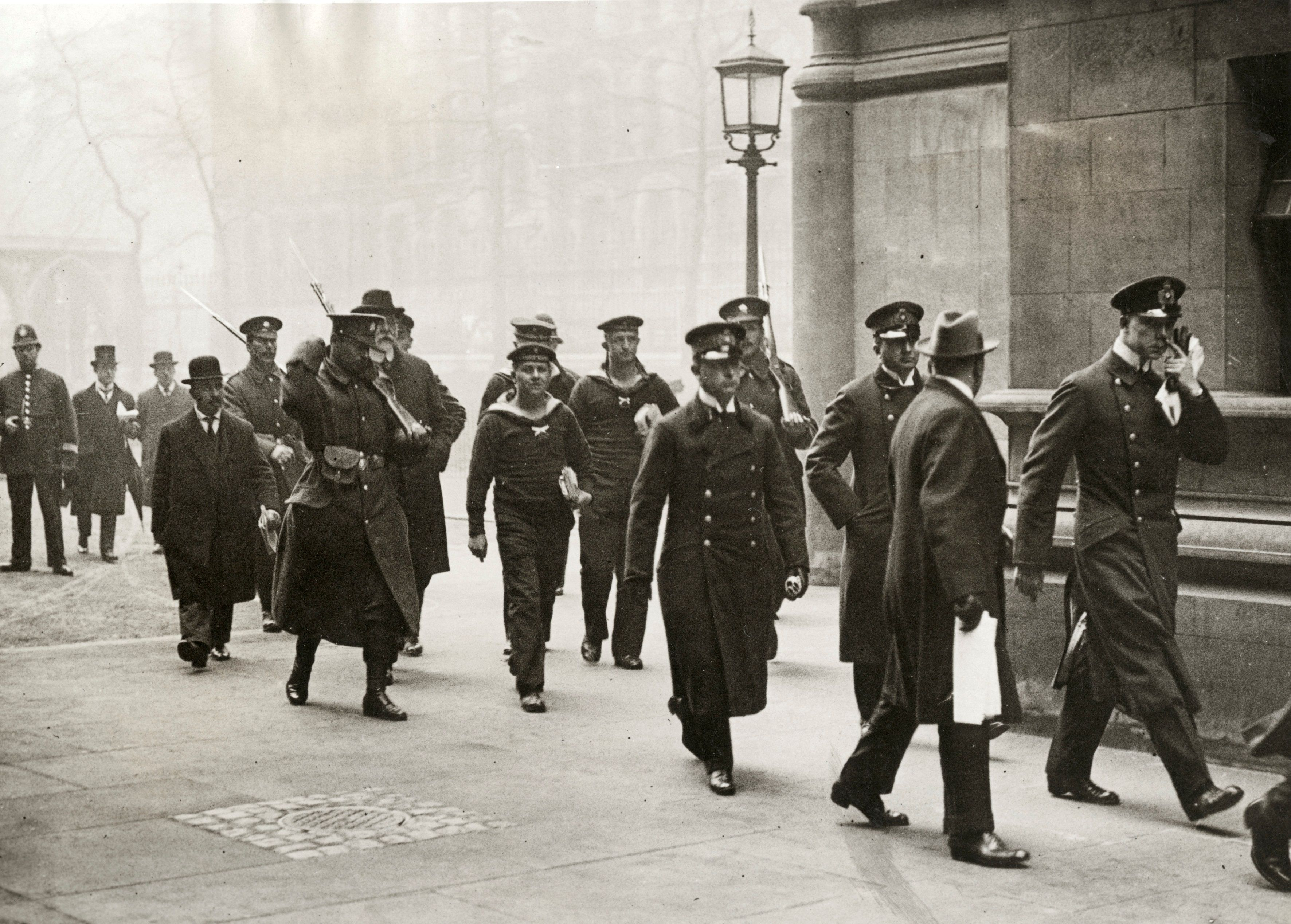
Az Ophelia legénységét a bírósági ülésre kísérik Londonban

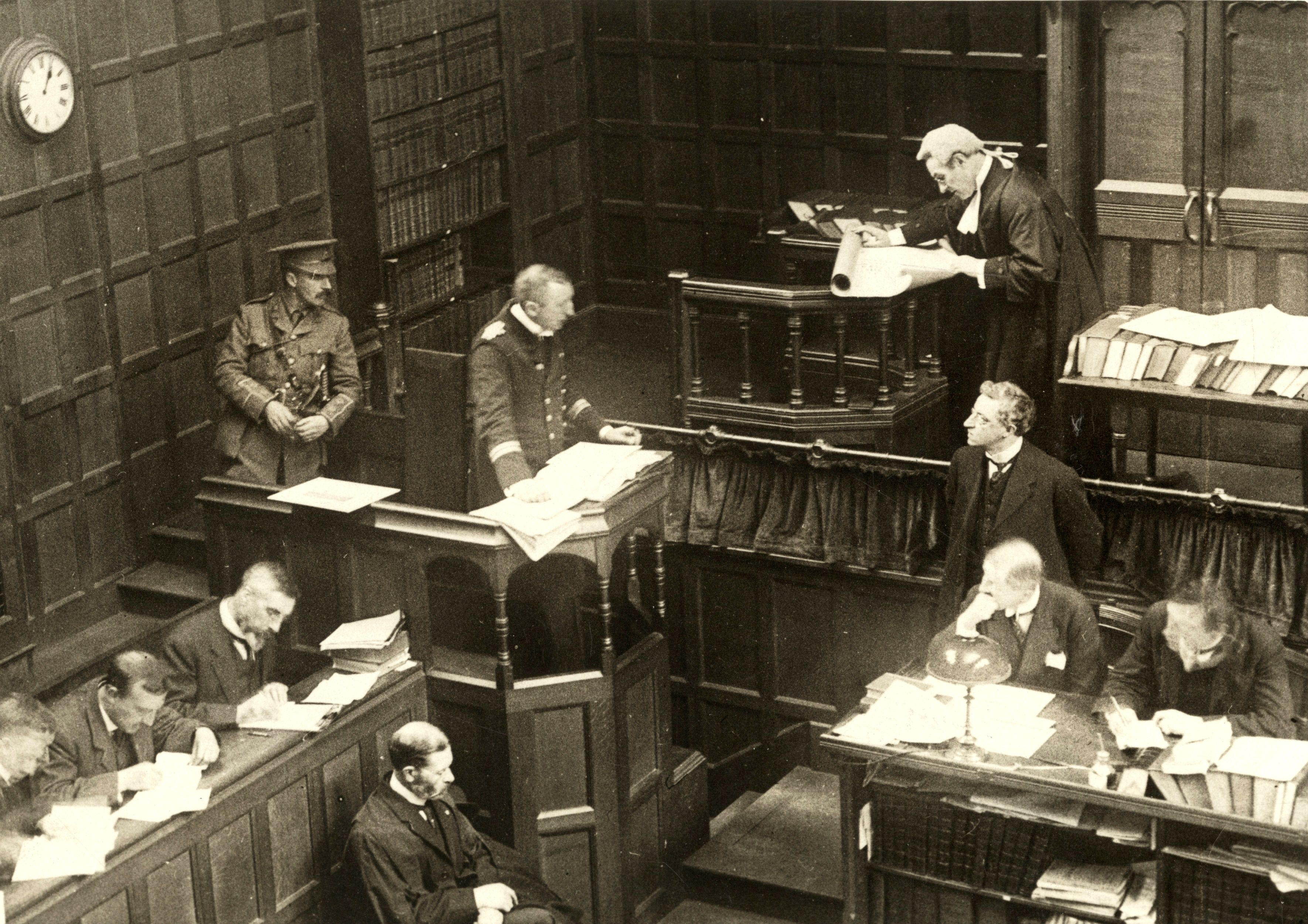
Dr. Pfeiffer a brit zsákmánybíróság előtt

Másnap, október 19-én az admiralitás rendelkezéseinek megfelelően a feltételezett német előretörés feltartóztatására kifutott a Horace Hood tengernagy által összevont kötelék, de a németek nem mutattak aktivitást. Tyrwhitt ez alapján úgy vélte, hogy az Ophelia felderítőhajóként működhetett és az elfogása hiúsította meg a németek akcióját, ezért másnap visszaállították a szokásos járőrözési metódust. A kórházhajót ezen kívül további vádak is érték brit tengeralattjárók részéről. A D4 jelű tengeralattjáró október 8-án egyszer már jelentette egy német kórházhajó felbukkanását, mikor az Ophelia október 8-án Terschelling előtt az E9 által elsüllyesztett S 116 túlélői után kutatott. A tengeralattjáró szerint a hajó kitért az ellenőrzés elől és gyanúsan viselkedett. Október 18-án az E8 észlelte az Opheliát az Akkepolle Gat előtt, de sikertelenül próbálta a gyanús hajó elfogásához a Terschellingnél őrjáratozó rombolókat a helyszínre hívni, mivel azok 60 tmf-nél nagyobb távolságra voltak tőle.

### A brit zsákmánybíróság ítélete
Angliában a hajó a zsákmánybíróság elé került. A britek számára meglepően sok jelzőpisztolyhoz való patronnal volt ellátva, 600 zöld, 480 vörös és 140 fehér fényűvel, azt pedig nem tudták megállapítani, hogy mennyit használhatott el az útnak indulása óta, mivel az iratokat, melyek ezt tartalmazhatták volna, a németek megsemmisítették a britek átszállása előtt. A britek felhívták a figyelmet arra, hogy a saját kórházhajóikon mindegyik színből csak 12 patron volt rendszeresítve.
A testület 1915. május 21-ei döntésében úgy találta, hogy az Ophelia soha nem végzett, vagy nem is próbált a kórházhajói minőségnek megfelelő feladatokat elvégezni, és az admiralitás sztenderdjei alapján erre nem is lett volna képes, ellenben megfelelően fel volt szerelve jelzések leadására, és a jelentős mennyiségű jelzőeszköz jelenlétére a britek szerint a németek nem tudtak kielégítő magyarázatot adni. Ellenben megfelelően fel volt szerelve jelzések leadására. A bíróság megállapítása szerint mindezeken túl a tisztjei együttműködtek, és mindvégig készen is álltak a német hadihajókkal való együttműködésre. A bíróság döntése értelmében az Ophelia elkobozhatóvá vált, a legénységét pedig hadifogságba vetették. Az érvelést, miszerint a rombolók elsüllyedésének helyén tartózkodott hajótöröttek után kutatva az elfogásakor, a britek nem fogadták el, mivel szerintük erre nem volt semmi ok.

### A német reakciók
Német részről élesen elítélték a kórházhajó lefoglalását és a brit hatóságok eljárását. Míg brit részről indokolatlannak találták a kórházhajó kiküldését az előző napi összecsapás helyszínére, addig a holland partokon partra sodort számos mentőmellénnyel rendelkező halott tengerészük alapján a mentőakciónak létjogosultsága volt a németek számára. (Ezt megerősítette számukra az is, hogy a britek az S 118 hajótörötteivel egyáltalán nem törődtek.) Német olvasatban így az Ophelia mentőakcióját a brit rombolók nemzetközi jogot sértő fellépése akadályozta meg.
A német történetírás kiemeli, hogy a hajó teljesen fegyvertelen volt és a kórházhajók jelzéseivel egyértelműen el volt látva, a kódkönyv hiányát pedig a britek gyanús körülményként állították be, holott azt a feltartóztatásuk előtt megsemmisítették (Dr. Pfeiffer a nehezékkel a vízbe dobta), hogy ne kerüljön az ellenség kezére és egyáltalán nem volt mögötte olyan szándék, hogy a rejtjelezett üzenetforgalom tényét ezzel tagadják. Az angol vádakkal szemben a németek szerint magától értetődő volt, hogy a kórházhajó rendelkezett rádiókészülékkel (szikratávíróval) és ehhez való rejtjelkulccsal ahhoz, hogy ne tudja bármelyik vevőállomás megállapítani, hova tart pontosan. Arra is felhívták a figyelmet, hogy a kórházhajók számára ilyen felszereltséget a nemzetközi jogrendszer egyetlen pontja sem tiltott és a brit kórházhajókon ugyanúgy meg voltak találhatók, mint a németeken. A rejtjelezett rádióforgalomra hivatkozva a brit kormányzat visszautasította, hogy a genfi egyezményekben meghatározottakon kívül bármely más eljárást alkalmazzon az Ophelia esetében. A hajó lefoglalását a brit külügyminisztérium egy 1914. november 4-én kiadott hivatalos nyilatkozatban így indokolta meg:
„Az admiralitás közzé teszi, hogy a német Ophelia hajó, mely a vöröskereszt jelével közlekedett, azért került elfogásra, mert a brit kormányzatot ilyen nevű kórházhajó létezéséről nem tájékoztatták, továbbá azért, mert mikor találkoztak vele, olyan módon viselkedett, ami a kórházhajók kötelességeivel nem állt összhangban.”
Német részről ezt csak úgy tartották elképzelhetőnek, hogy az Ophelia kórházhajónak való átalakítását közvetítőként a britekkel való közlésre felkért Egyesült Államok az információt nem továbbította. Ez a feltételezés azonban egy 1915. február 8-ai brit jegyzék tanúsága szerint téves volt. A német olvasatban ezt követően az eset úgy volt értelmezhető, hogy Nagy-Britannia a második hágai konvenció X. egyezményének a kórházhajókra vonatkozó részét érvénytelennek tekinti. Ennek okán pedig a német kormányzat saját jogában volt dönteni arról, hogy hasonlóképpen viszonyul-e a jövőben a brit kórházhajókhoz. A németek erre való utalása sem vette rá a briteket arra, hogy a hajót és legénységét visszaengedjék Németországba.
A német történetírás a brit eljárás ismertetése végén cinikusan megjegyzi, hogy így végződött az egyetlen eset a háború alatt, mikor német kórházhajó ellenséges hajók látókörébe került – továbbá a brit kórházhajók jogsértéseihez olvasmányként ajánlja Friedrich Lützow korvettkapitány hivatalos iratok alapján összeállított könyvét (Englands Lazarettschiffsmißbrauch während des Weltkrieges. Auf Grund amtlichen Materials dargestellt.)

## Kapcsolódó olvasmányok
- Nachtigal, Reinhard. Ruses and Perfidy, Submarine Warfare and the Sinking of Hospital Ships During World War I, Hamburg: Verlag Dr. Kovac Militärgeschichtliche Zeitschrift / Rechtsgeschichtliche Studien (2021). ISBN 9783339124562 (Ez a mű egy egész fejezetet szentel az incidensnek. Információival érdemes lenne a szócikket kiegészítani.)
- McGreal, Stephen. The war on Hospital Ships 1914–1918. Pen & Sword Maritime (2009) (28. o.)
- Colombos, C. John. The International Law of the Sea, 6. revised edition, London: Longmans (1967) (591. o.)
- Warner, James W.. Prize Law during the World War: A Study of the Jurisprudence of the Prize Courts, 1914–1924. New York: Macmillan (1927) (244. o.)
- Lützow, Friedrich. Englands Lazarettschiffsmißbrauch während des Weltkrieges. Auf Grund amtlichen Materials dargestellt. Berlin-Dahlem: U. Meyer (1921)
- 1913. évi XLIII. törvénycikk. 1000ev.hu (archive.org). [2017. június 6-i dátummal az eredetiből archiválva]. (Hozzáférés: 2024. július 13.) (A hágai egyezmény magyar ratifikálása – lásd: X. egyezmény.)